# Trận Mizushima
Trận hải chiến Mizushima diễn ra vào ngày 17 tháng 11 năm 1183. Một trong những căn cứ quan trọng nhất của nhà Taira là Yashima, một hòn đảo nhỏ ngoài khơi Shikoku. Tháng 11 năm 1183, Minamoto no Yoshinaka cử quân đội vượt qua biển nội Seto đến Yashima, nhưng họ bị quân Taira bắt kịp ở ngay ngoài bờ biển Mizushima (水島) (Thủy đảo), một hòn đảo nhỏ ở tỉnh Bitchu, ngoài khơi đảo Honshū.
Nhà Taira cột chặt thuyền của họ với nhau, và đặt ván bắc qua các thuyền thành một bề mặt phẳng để chiến đấu. Trận đánh bắt đầu với các cung thủ tung ra một cơn mưa tên lên các con thuyền nhà Minamoto; khi các con thuyền đó đến đủ gần, kiếm và dao găm được rút ra, và hai bên chạm trán trong trận đánh giáp lá cà. Cuối cùng, nhà Taira, đã mang ngựa trang bị đầy đủ vũ khi lên thuyền, tràn xuống bờ biển với chiến mã của mình, và đánh tan tác binh lính nhà Minamoto.